# جولی براون
جولی براون (انگلیسی: Julie Brown؛ زادهٔ ۳۱ اوت ۱۹۵۸) هنرپیشه، فیلم‌نامه‌نویس، کمدین، خواننده-ترانه‌سرا و کارگردان تلویزیونی اهل ایالات متحده آمریکا است. وی از سال ۱۹۸۰ میلادی تاکنون مشغول فعالیت بوده‌است.
از فیلم‌هایی که وی در آن نقش داشته است، می‌توان به دختران زمین بی قید و بندند، دانشکده پلیس ۲ و حرکت دلقک اشاره کرد.